# Monti Southern Cross
I monti Southern Cross sono un gruppo montuoso dell'Antartide. Situato nella regione nord-occidentale della Dipendenza di Ross, e in particolare in corrispondenza della costa di Borchgrevink e della costa di Scott, davanti al mare di Ross, questo gruppo montuoso, che fa parte della più vasta catena dei monti Transantartici, si estende in direzione nord-sud per circa 110 km e in direzione est-ovest per circa 50 km. I monti Southern Cross, la cui vetta più elevata è rappresentata dal monte Berlindome, che arriva a 3080 m s.l.m., sono delimitate a nord-ovest dal ghiacciaio Aeronaut, che le separa dalla dorsale Mesa, a nord-est e a est dal ghiacciaio Aviator, che le divide dalla dorsale dell'Alpinista, a ovest dal ghiacciaio Campbell, che le divide dalla dorsale Deep Freeze, e a sud dalla baia Terra Nova. La dorsale è attraversata da vasti ghiacciai, tra cui spiccano il Tinker, che la percorre dal centro fino alla baia Terra Nova, e il Cosmonaut, il quale isola dal resto del gruppo montuoso la dorsale Arrowhead.
Oltre al già citato monte Berlindome, un'altra formazione montuosa di rilievo è il monte Melbourne, uno stratovulcano attivo alto che arriva a 2732 m s.l.m., situato all'estremità meridionale del gruppo montuoso.

## Storia
La parte più meridionale dei monti Southern Cross, quella che si affaccia sul mare, fu avvistata per la prima volta nel 1841 dall'esploratore britannico James Clark Ross, ma la mappatura di tutte le formazioni presenti nel gruppo montuoso è stata effettuata solo negli anni 1960 da membri dello United States Geological Survey (USGS) grazie a fotografie aeree scattate dalla marina militare statunitense nel periodo 1960-64 e a materiale proveniente da varie ricognizioni terrestri statunitensi e neozelandesi svolte negli anni 1950 e 1960. Proprio i membri di una di queste ricognizioni neozelandesi, quella condotta nel 1965-66, battezzarono il gruppo montuoso con il suo attuale nome in onore della spedizione antartica britannica condotta nel 1898-1900 comandata da Carsten Borchgrevink, che fu la prima a trascorrere sul continente, in particolare presso capo Adare, un inverno antartico, e che è anche nota come "spedizione Southern Cross" dal nome della SS Southern Cross, la nave usata nella spedizione.

## Mappe
Di seguito una serie di mappe in scala 1:250 000 realizzate dallo USGS:

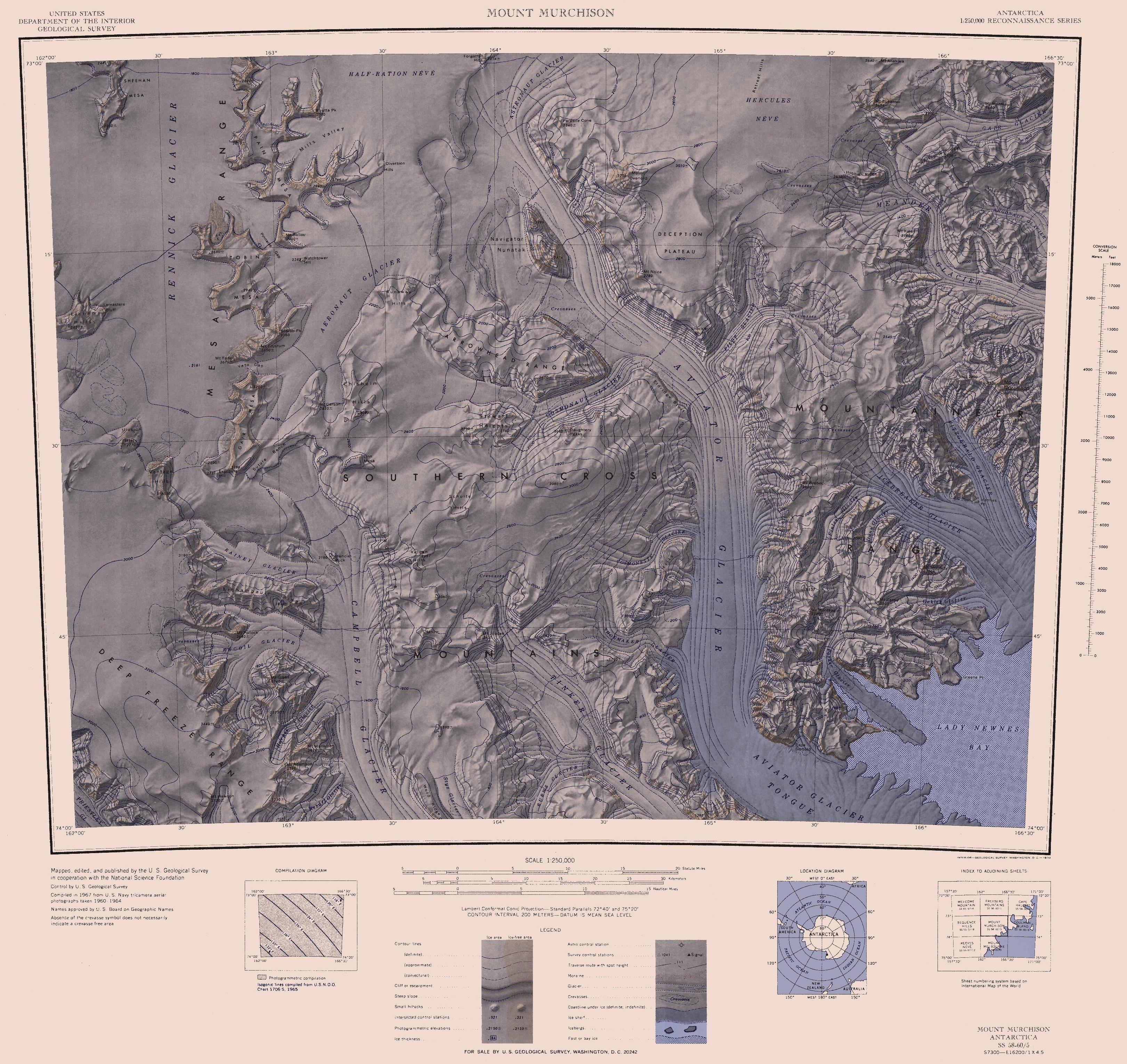
Nella parte centrale di questa mappa è visibile la parte centrale dei monti Southern Cross.
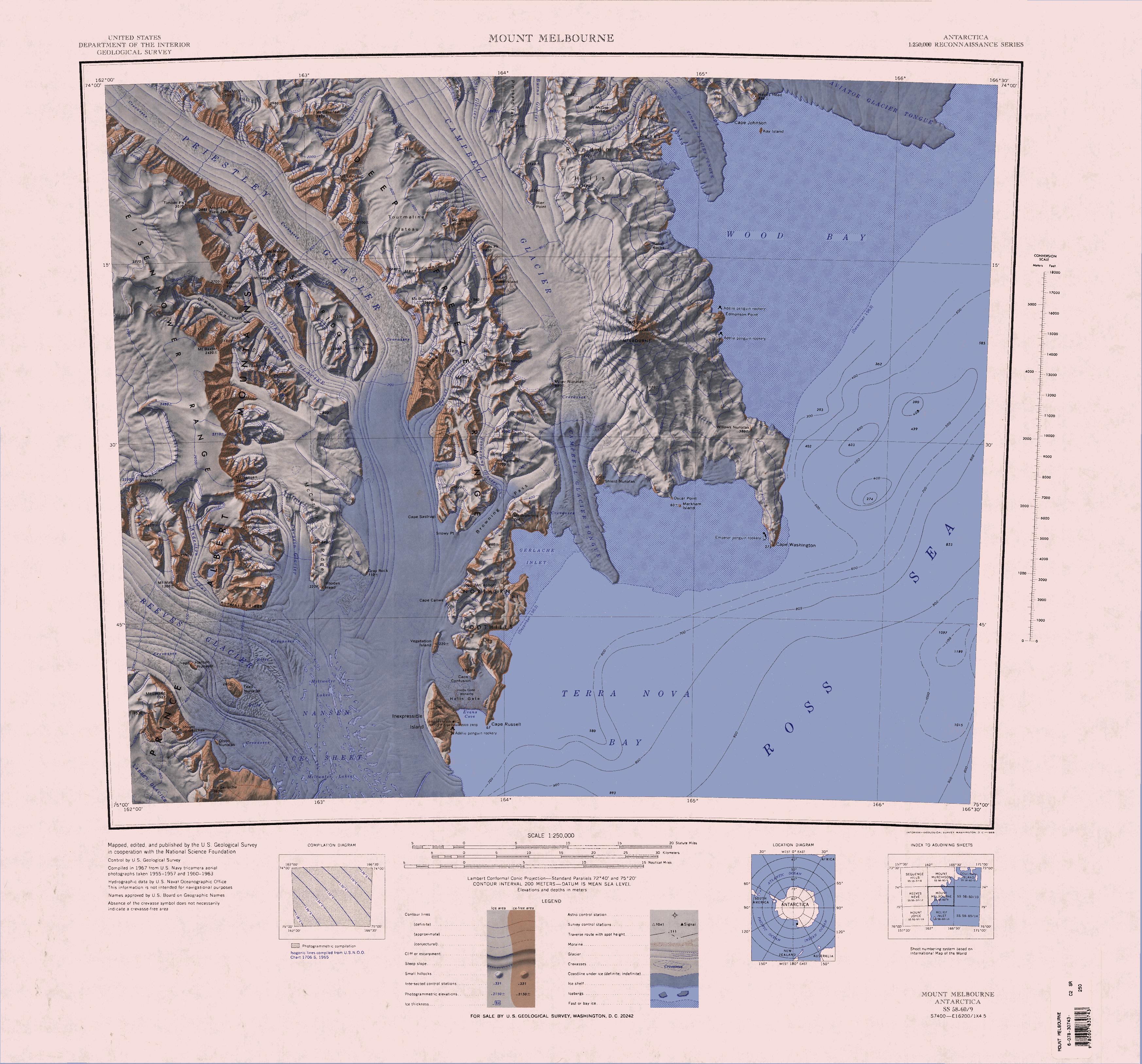
Nella parte centro-settentrionale di questa mappa è visibile l'estremità meridionale dei monti Southern Cross.